# Ламб (окръг, Тексас)
Окръг Ламб (на английски: Lamb County) е окръг в щата Тексас, Съединени американски щати. Площта му е 2637 km², а населението – 13 045 души (1 април 2020). Административен център е град Литълфийлд.